# Bia Ferreira
Bia Ferreira (Carangola, 19 de abril de 1993) é uma cantora, compositora, multi-instrumentista e artivista brasileira. Sua música, que ela define como "MMP - Música de Mulher Preta", trata de temas como feminismo, antirracismo e LGBTfobia. Ela afirma que sua música é feita para gerar um "desconforto" que gere "movimento", ao mesmo tempo em que se preocupa em fazer músicas agradáveis o suficiente para que suas mensagens não acabem rejeitadas. Suas letras já foram consideradas "escrevivência", conceito de Conceição Evaristo.

## Infância e iniciação musical
Filha de uma família tradicional evangélica, Bia estudava música desde criança. Sua mãe era cantora, regente de coral, pianista e professora de canto. Aos 3 anos, começou a estudar piano e entrou posteriormente no Conservatório Brasileiro de Música.
O piano foi a sua base musical até o começo de sua carreira, quando passou a adotar o violão. Bia também domina outros 24 instrumentos musicais, tais como contrabaixo elétrico, cavaquinho, atabaque, djembe e bateria.
Por volta dos 12 anos, Bia escreveu sua primeira canção; na letra, ela pedia a Deus para não ser lésbica, uma angústia resultante de sua educação religiosa.

## Carreira

### Início e primeiros sucessos (2009-2018)
Iniciou as suas atividades musicais no ano de 2009, aos 15 anos de idade, na cidade de Aracaju, Sergipe, onde foi criada pela sua família após um período em Piracicaba, São Paulo. Foi por volta desta época que começou a se inteirar sobre assuntos como feminismo negro e lésbico.
Saiu de casa cedo e viveu rodando pelo Brasil pegando carona e tocando por esmolas; de modo a conseguir mais dinheiro, ela começou a desenvolver formas diferentes de tocar, como tocar atrás da cabeça ou com uma mão só.
"Cota Não É Esmola" e "Não Precisa Ser Amélia" foram compostas em 2011 e se tornaram alguns de seus maiores sucessos por envolverem temáticas ligadas ao então inédito sistema de cotas no SISU e a questões estreitamente ligadas à subalternidade das mulheres negras no Brasil. Bia considera sua música como Música de Mulher Preta (MMP), por ser um foco indispensável em seu material. "Cota Não É Esmola" virou leitura obrigatória para os vestibulares da Universidade de Brasília, da Universidade Federal de Minas Gerais e da Universidade Federal do Paraná, bem como do material dos alunos do sistema SESI-SP.
Entre 2015 e 2016, Bia deixa Aracaju com destino a São Paulo, visto que a cantora precisava investir mais na divulgação de seu trabalho autoral. O sucesso veio em Março de 2018, quando foi lançado o seu registro (acústico) de "Cota Não É Esmola" pela equipe brasileira do Sofar Sounds e que, hoje, ultrapassa os 8 milhões de visualizações.
Seu primeiro álbum foi um registro ao vivo pelo Estúdio Showlivre, publicado em novembro de 2018. Ainda em 2018, participou do Festival Lula Livre e do documentário A Thousand Women, de Rita Toledo, ao lado das artistas Lena Chen (estadunidense), Florencia Duran (uruguaia) e Ana Luisa Santos (brasileira). Também participou do projeto Sofar Sounds Curitiba Apresenta no dia 27 de setembro.

### Igreja Lesbiteriana, Um Chamadoe segundo álbum de estúdio (2019-atualmente)
Desde 2013, Bia estava investindo em seu primeiro álbum de estúdio, Igreja Lesbiteriana, Um Chamado, publicado no dia 13 de setembro de 2019. O disco já havia sido gravado três vezes antes, mas os lançamentos nunca davam certo; a oportunidade derradeira veio em abril de 2018, quando conheceu o produtor Vinícius Lezo. As letras do disco são escritas e cantadas sob conceitos de programação neurolinguística que, segundo Bia, ajudam o cérebro a assimilar melhor a mensagem de sua música. O álbum foi precedido pelo single "De Dentro do AP", cujo clipe contou com produção 100% feminina, elenco 100% negro e um trecho com uma declamação de poesia de Thata Alves. A igreja referida no título remete a um espaço de acolhimento às pessoas que as igrejas pentecostais e protestantes dizem não serem amadas por Deus.
Em 2019, realizou uma turnê na Europa; em entrevista a um portal alemão, ela alegou que sob o governo Jair Bolsonaro, "muitas das minhas turnês foram canceladas e a polícia me ameaça porque eles não gostam do que eu digo".
Ainda em 2019, substituiu a atriz Larissa Luz no papel de Elza Soares nas apresentações do musical Elza em São Paulo.
Em 29 de agosto de 2020, realizou um show na Fundação Espaço Cultural da Paraíba como parte das celebrações do Dia da Visibilidade Lésbica.
Em 1 de outubro de 2020, lançou o clipe "Boto Fé". Inicialmente, um vídeo falso foi propositalmente colocado no ar em 25 de setembro, mostrando Bia no ano 2035 hackeando o sistema para colocar o vídeo "correto" no ar na nova data; a campanha de divulgação do trabalho envolveu uma carta escrita como que em 2035, ano em que a humanidade seria governada por robôs e satélites e os recursos naturais teriam se exaurido. A faixa teve parceria com BNegão.
Em dezembro de 2021, cocriou a faixa "Olhares Cruzados" pela plataforma Influência Negra para uma campanha publicitária de mesmo nome da marca Dove.
Em 10 de março de 2022, lançou a música "Agora Vai", em parceria com Xamã e Lia Clark, discutindo o empoderamento financeiro.
Desde o início da pandemia de COVID-19, Bia está preparando seu segundo disco de estúdio, que será lançado pela Natura Musical e distribuído pela Altafonte Brasil. Em shows mais recentes, como os de 2021, ela tem adotado letras mais focadas em oferecer soluções para os problemas que ela outrora denunciava; segundo ela, isto é parte de uma estratégia de "apresentar o afeto como tecnologia de sobrevivência, e a informação como chave de libertação para pessoas pretas, indígenas, LGBTQIA+ que sofrem qualquer tipo de opressão".

## Estilo musical
Seu primeiro disco, Igreja Lesbiteriana, Um Chamado, contém elementos de soul, reggae, blues, funk, R&B e gospel. Entre suas influências estão Angela Davis, Assata Shakur, Leci Brandão, Conceição Evaristo, Erica Malunguinho, Preta Rara, Eva Rap Diva, Sueli Carneiro, Audrey Lorde, Manu Coutinho de Aracajú, Jaêmia, Laine Almeida, Anaia, Débora Ambrosia, Bruna Amara, Luz Ribeiro, Dani Monteiro, Talíria Petrone, Ellen Oléria, Kimani, Mel Duarte, Kelly Estácio, Preta Ferreira, Luciane Dom, Renata Souza, Carol Daffara, Ryane Leão, Sueide Kinté e Nara Couto.

## Controvérsias
Em julho de 2022, o jornalista português José Milhazes, que morou vários anos na Rússia, criticou o facto de muitos artistas musicais de renome terem aceitado atuar na Festa da Avante! - evento associado ao Partido Comunista Português, o único partido com assento na Assembleia da República em 2022 que nunca condenou o Estado russo pela invasão da Ucrânia, iniciada em julho de 2022, posição que lhe valeu a Ferreira o atributo de supostamente defender a invasão do território ucraniano a mando de Vladimir Putin. Entre os artistas que citou, Milhazes nomeou Bia Ferreira, até então largamente desconhecida do grande público português, afirmando o seguinte: "Outra grande estranheza é que venha uma cantora brasileira, uma chamada Bia Ferreira, que segundo o cartaz é uma das mais destacadas vozes brasileiras de afirmação da comunidade LGBT, que vem a uma festa de um partido que apoia regimes que perseguem, prendem e matam todas estas minorias sexuais. Isto a mim claro que cria confusão".
Uns dias depois, Bia Ferreira respondeu, afirmando-se "surpreendida" com a "deturpação" do seu discuso, assumindo que luta todos os dias pela “emancipação” dos povos em guerra e pela paz, e que não [respondia] “por um partido político”, mas apenas e só pela sua “arte” e pela sua “vivência”.

## Discografia
- Ao Vivo (2018)
- Igreja Lesbiteriana, Um Chamado (2019)
- Faminta (2022)

### Singles
- Boto Fé (2018)
- Filosofia (2018)
- De dentro do AP (2019)
- Acenda a Luz (2020)
- Aquela Moça (ao vivo no Palácio das Artes) (2021)
- Improviso (2021)
- Dois Dedin (2022)